# Progomphus incurvatus
Progomphus incurvatus är en trollsländeart. Progomphus incurvatus ingår i släktet Progomphus och familjen flodtrollsländor. IUCN kategoriserar arten globalt som livskraftig.

## Underarter
Arten delas in i följande underarter:
- P. i. incurvatus
- P. i. bivittatus